# Walker Cup
La Walker Cup est un trophée de golf remis lors d'un tournoi bisannuel qui se dispute entre deux équipes comprenant les meilleurs golfeurs amateurs des États-Unis d'un côté, et de ceux de la Grande-Bretagne et de l'Irlande de l'autre. L'évènement est organisé par la R&A et l'USGA et porte le nom de George Herbert Walker (ancien président de l'USGA dans les années 1920). Annuelle lors des premières éditions dans les années 1920, la Walker Cup est devenu bisannuelle à partir de 1924 et se joue alternativement des deux côtés de l'Atlantique. L'équivalent chez les professionnels est la Ryder Cup, même si cette dernière concerne toute l'Europe lors de la sélection.

## Palmarès
| Année                                                            | Parcours                       | Vainqueurs                | Score | Score | Perdants                  | Capitaines                         |
| ---------------------------------------------------------------- | ------------------------------ | ------------------------- | ----- | ----- | ------------------------- | ---------------------------------- |
| 2021                                                             | Seminole Golf Club             | États-Unis                | 14    | 12    | Grande Bretagne & Irlande | Nathaniel Crosby Stuart Wilson     |
| 2019                                                             | Royal Liverpool Golf Club      | États-Unis                | 15½   | 10½   | Grande Bretagne & Irlande | Nathaniel Crosby Craig Watson      |
| 2017                                                             | Los Angeles Country Club       | États-Unis                | 19    | 7     | Grande Bretagne & Irlande | John "Spider" Miller Andy Ingram   |
| 2015                                                             | Royal Lytham & St Annes        | Grande Bretagne & Irlande | 16½   | 9½    | États-Unis                | John "Spider" Miller Nigel Edwards |
| 2013                                                             | National Golf Links of America | États-Unis                | 17    | 9     | Grande Bretagne & Irlande | Jim Holtgrieve Nigel Edwards       |
| 2011                                                             | Royal Aberdeen Golf Club       | Grande Bretagne & Irlande | 14    | 12    | États-Unis                | Jim Holtgrieve Nigel Edwards       |
| 2009                                                             | Merion Golf Club               | États-Unis                | 16½   | 9½    | Grande Bretagne & Irlande | Buddy Marucci Colin Dalgleish      |
| 2007                                                             | Royal County Down Golf Club    | États-Unis                | 12½   | 11½   | Grande Bretagne & Irlande | Buddy Marucci Colin Dalgleish      |
| 2005                                                             | Chicago Golf Club              | États-Unis                | 12½   | 11½   | Grande Bretagne & Irlande | Bob Lewis Garth McGimpsey          |
| 2003                                                             | Ganton Golf Club               | Grande Bretagne & Irlande | 12½   | 11½   | États-Unis                | Bob Lewis Garth McGimpsey          |
| 2001                                                             | Ocean Forest Golf Club         | Grande Bretagne & Irlande | 15    | 9     | États-Unis                | Danny Yates Peter McEvoy           |
| 1999                                                             | Nairn Golf Club                | Grande Bretagne & Irlande | 15    | 9     | États-Unis                | Danny Yates Peter McEvoy           |
| 1997                                                             | Quaker Ridge Golf Club         | États-Unis                | 18    | 6     | Grande Bretagne & Irlande | Downing Gray Clive Brown           |
| 1995                                                             | Royal Porthcawl Golf Club      | Grande Bretagne & Irlande | 14    | 10    | États-Unis                | Downing Gray Clive Brown           |
| 1993                                                             | Interlachen Country Club       | États-Unis                | 19    | 5     | Grande Bretagne & Irlande | Vinny Giles George MacGregor       |
| 1991                                                             | Portmarnock Golf Club          | États-Unis                | 14    | 10    | Grande Bretagne & Irlande | Jim Gabrielsen George MacGregor    |
| 1989                                                             | Peachtree Golf Club            | Grande Bretagne & Irlande | 12½   | 11½   | États-Unis                | Fred Ridley Geoffrey Marks         |
| 1987                                                             | Sunningdale Golf Club          | États-Unis                | 16½   | 7½    | Grande Bretagne & Irlande | Fred Ridley Geoffrey Marks         |
| 1985                                                             | Pine Valley Golf Club          | États-Unis                | 13    | 11    | Grande Bretagne & Irlande | Jay Sigel Charles Wilson Green     |
| 1983                                                             | Royal Liverpool Golf Club      | États-Unis                | 13½   | 10½   | Grande Bretagne & Irlande | Jay Sigel Charles Wilson Green     |
| 1981                                                             | Cypress Point Club             | États-Unis                | 15    | 9     | Grande Bretagne & Irlande | Jim Gabrielsen Rodney Foster       |
| 1979                                                             | Muirfield                      | États-Unis                | 15½   | 8½    | Grande Bretagne & Irlande | Dick Siderowf Rodney Foster        |
| 1977                                                             | Shinnecock Hills Golf Club     | États-Unis                | 16    | 8     | Grande Bretagne & Irlande | Lewis Oehmig Sandy Saddler         |
| 1975                                                             | Old Course at St Andrews       | États-Unis                | 15½   | 8½    | Grande Bretagne & Irlande | Edgar Updegraff David Marsh        |
| 1973                                                             | The Country Club               | États-Unis                | 14    | 10    | Grande Bretagne & Irlande | Jess Sweetser David Marsh          |
| 1971                                                             | Old Course at St Andrews       | Grande Bretagne & Irlande | 13    | 11    | États-Unis                | John M. Winters Michael Bonallack  |
| 1969                                                             | Milwaukee Country Club         | États-Unis                | 13    | 11    | Grande Bretagne & Irlande | Billy Joe Patton Michael Bonallack |
| 1967                                                             | Royal St George's Golf Club    | États-Unis                | 15    | 9     | Grande Bretagne & Irlande | Jess Sweetser Joe Carr             |
| 1965                                                             | Baltimore Country Club         | États-Unis                | 12    | 12    | Grande Bretagne & Irlande | John W. Fischer Joe Carr           |
| 1963                                                             | Turnberry                      | États-Unis                | 14    | 10    | Grande Bretagne & Irlande | Richard Tufts Charles Lawrie       |
| 1961                                                             | Seattle Golf Club              | États-Unis                | 11    | 1     | Grande Bretagne & Irlande | Jack Westland Charles Lawrie       |
| 1959                                                             | Muirfield                      | États-Unis                | 9     | 3     | Grande Bretagne & Irlande | Charles Coe Gerald Micklem         |
| 1957                                                             | The Minikahda Club             | États-Unis                | 8½    | 3½    | Grande Bretagne & Irlande | Charles Coe Gerald Micklem         |
| 1955                                                             | Old Course at St Andrews       | États-Unis                | 10    | 2     | Grande Bretagne & Irlande | William C. Campbell G. Alec Hill   |
| 1953                                                             | The Kittansett Club            | États-Unis                | 9     | 3     | Grande Bretagne & Irlande | Charles R. Yates A. A. Duncan      |
| 1951                                                             | Royal Birkdale Golf Club       | États-Unis                | 7½    | 4½    | Grande Bretagne & Irlande | Willie Turnesa Raymond Oppenheimer |
| 1949                                                             | Winged Foot Golf Club          | États-Unis                | 10    | 2     | Grande Bretagne & Irlande | Francis Ouimet Percy Lucas         |
| 1947                                                             | Old Course at St Andrews       | États-Unis                | 8     | 4     | Grande Bretagne & Irlande | Francis Ouimet John B. Beck        |
| 1940–46: Pas de tournoi en raison de la Deuxième Guerre mondiale |                                |                           |       |       |                           |                                    |
| 1938                                                             | Old Course at St Andrews       | Grande Bretagne & Irlande | 7½    | 4½    | États-Unis                | Francis Ouimet John B. Beck        |
| 1936                                                             | Pine Valley Golf Club          | États-Unis                | 10½   | 1½    | Grande Bretagne & Irlande | Francis Ouimet William Tweddell    |
| 1934                                                             | Old Course at St Andrews       | États-Unis                | 9½    | 2½    | Grande Bretagne & Irlande | Francis Ouimet Michael Scott       |
| 1932                                                             | The Country Club               | États-Unis                | 9½    | 2½    | Grande Bretagne & Irlande | Francis Ouimet T.A. Torrance       |
| 1930                                                             | Royal St George's Golf Club    | États-Unis                | 10    | 2     | Grande Bretagne & Irlande | Bobby Jones Roger Wethered         |
| 1928                                                             | Chicago Golf Club              | États-Unis                | 11    | 1     | Grande Bretagne & Irlande | Bobby Jones William Tweddell       |
| 1926                                                             | Old Course at St Andrews       | États-Unis                | 6½    | 5½    | Grande Bretagne & Irlande | Robert Gardner Robert Harris       |
| 1924                                                             | Garden City Golf Club          | États-Unis                | 9     | 3     | Grande Bretagne & Irlande | Robert Gardner Cyril Tolley        |
| 1923                                                             | Old Course at St Andrews       | États-Unis                | 6½    | 5½    | Grande Bretagne & Irlande | Robert Gardner Robert Harris       |
| 1922                                                             | National Golf Links of America | États-Unis                | 8     | 4     | Grande Bretagne & Irlande | William C. Fownes Robert Harris    |